# Amir Peretz
Pour les articles homonymes, voir Peretz.
Amir Peretz (en hébreu : עמיר פרץ), né le 9 mars 1952 à Bejaâd au Maroc, est un homme politique israélien, ayant également la nationalité marocaine.
Député à la Knesset à partir de 1988, il est une première fois président du Parti travailliste israélien de 2005 à 2007, négociant en 2006 l'entrée de son parti dans le gouvernement d'Ehoud Olmert, dans lequel il est vice-Premier ministre et ministre de la Défense. Il est également ministre de la Protection environnementale dans le troisième gouvernement de Benyamin Netanyahou (2013-2014).
Il retrouve en 2019 la présidence du Parti travailliste israélien, très affaibli sur le plan électoral, et devient l’année suivante ministre de l'Économie dans le cinquième gouvernement Netanyahou. Il se retire de la vie politique en 2021.

## Situation personnelle

### Origines
Amir Peretz naît Armand Peretz dans la ville de Bejaad, au Maroc. Son père dirige la communauté juive de Bejaad et possède une station-essence. Ils immigrent en Israël en 1956 pour s'installer à Sderot, où Amir suit l'enseignement du lycée.
Séfarade en tant que Juif marocain, il entretient un lien étroit avec son pays d'origine, qu'il a quitté à quatre ans mais dont il a la nationalité et où il se rend régulièrement et où plusieurs membres de sa famille résident encore. Il affirme être fier de ses origines marocaines, qu’il considére comme partie prenante de son identité. Sa proximité avec le roi du Maroc est souvent soulignée : il est d'ailleurs reçu par le roi le 17 février 2006 pour une audience au palais royal de Fès. En janvier 2006, il déclare : « mon élection à la tête du Parti travailliste israélien est une victoire pour tous les Marocains, ceux qui vivent en Israël et ceux qui vivent au Maroc ».

### Vie privée
Il est marié à Ahlama, avec qui il a quatre enfants[réf. souhaitée].

### Service militaire
Il fait son service militaire dans Tsahal au sein de la 202e brigade des parachutistes et parvient au grade de capitaine. Blessé pendant la guerre de Kippour en 1973, il est hospitalisé pendant un an[réf. nécessaire].

## Parcours politique

### Débuts et ascension
Amir Peretz commence sa carrière politique en tant que maire de Sderot en 1983, puis est élu membre de la Knesset en 1988. Proche de Haïm Ramon, il est souvent opposé au tandem Yitzhak Rabin-Shimon Peres au sein du parti.
À la tête du syndicat Histadrout, il organise à plusieurs reprises des grèves générales qui paralysent le pays pour s'opposer aux gouvernements libéraux de droite pendant de nombreuses années. Il est considéré comme une « colombe » pour ses positions pacifistes dans le conflit avec les Palestiniens ; il est militant de La Paix maintenant, principal mouvement d'opposition aux colonies israéliennes.

### Première présidence du Parti travailliste
Peu de temps après sa prise de fonction à la tête du parti, il menace Ariel Sharon de retirer le soutien travailliste au gouvernement si celui-ci n'organise pas des élections générales anticipées en 2006. Il obtient satisfaction dès le 17 novembre 2005. Son élection entraine des tensions internes dans le parti travailliste et certains anciens dirigeants comme Shimon Peres ont même quitté le parti travailliste pour rejoindre la formation centriste de Ariel Sharon, Kadima.

### Vice-Premier ministre, ministre de la Défense

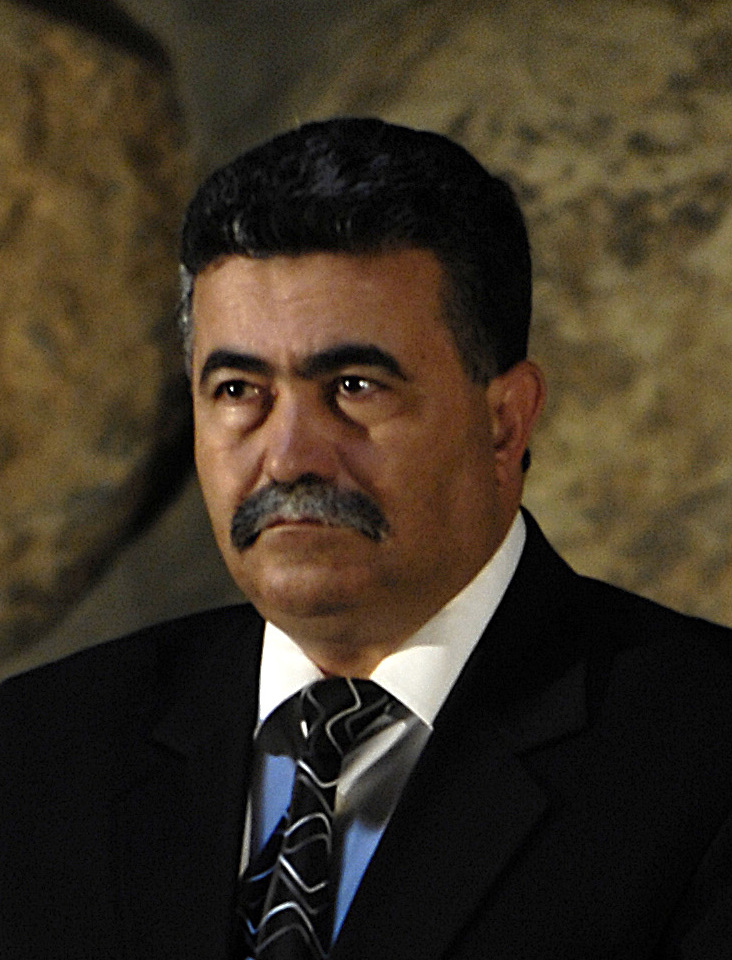
Amir Peretz en 2007.

Le Parti travailliste reste la deuxième formation politique du parti aux élections législatives israéliennes de 2006 après la victoire de Kadima et l'effondrement du Likoud. Amir Peretz négocie, en avril 2006, la participation de son parti à un gouvernement de coalition dirigé par Ehoud Olmert. Il obtient sept ministères, dont l'Éducation et surtout la Défense dont il prend lui-même le portefeuille, devenant ainsi le premier séfarade à occuper ce poste. Après l'échec du conflit israélo-libanais de 2006 qui a causé la mort de près de 1 200 civils libanais, il perd la présidence du parti travailliste en mai 2007. Le 15 juin suivant, il démissionne du poste de ministre de la Défense.

### Ministre de la Protection environnementale
À partir du 18 mars 2013, Amir Peretz occupe le poste de ministre de la Protection environnementale dans le gouvernement Netanyahou III. Il annonce sa démission le 9 novembre 2014.
En juillet 2017, Peretz se présente à l'élection au poste de président du parti. Il se qualifie pour le second tour avec 32,7 % des 52 000 votes, éliminant le président du parti sortant, Isaac Herzog. Pour le second tour, il fait face à Avi Gabbay qui a obtenu 27 % des voix au premier tour,. Peretz est battu au second tour (où il recueille 47 % des voix).

### Retour à la tête du Parti travailliste
À deux mois des secondes élections législatives de 2019, le Parti travailliste élit à nouveau Amir Peretz à sa tête. Il doit ainsi conduire la formation lors du scrutin alors que le parti a subi un cuisant échec lors des précédentes élections, avec seulement six sièges à la Knesset, le plus mauvais score de son histoire,.

### Ministre de l'Économie et de l'Industrie
Après les élections législatives de 2020, lors desquelles le Parti travailliste obtient sept sièges, il rallie le cinquième gouvernement Netanyahou, dans lequel il est ministre de l'Économie et de l'Industrie.

### Retrait de la vie politique
Amir Peretz annonce en janvier 2021 qu'il ne se représente pas à la tête du Parti travailliste et qu'il prend sa retraite politique. Merav Michaeli lui succède.